# San Patricio (Argentina)
San Patricio é uma localidade do partido de Chacabuco, da Província de Buenos Aires, na Argentina.